# 文峰镇 (吉水县)
文峰镇，是中华人民共和国江西省吉安市吉水县下辖的一个乡镇级行政单位。

## 行政区划
文峰镇下辖以下地区：
文峰社区、龙华社区、城南社区、城西社区、城北社区、水上社区、城东社区、文水社区、水南背社区、文江社区、盘龙社区、鉴湖社区、吉阳社区、朱山村、井头村、低坪村、砖门村、玉山村、炉下村、东村、田段村、水口村、龙田村、芦村、东螺村和葛山村。

## 交通
- 京九铁路：吉水站